# Novosilka, Krasîliv
Novosilka (în ucraineană Новосілка) este un sat în comuna Velîki Zozulînți din raionul Krasîliv, regiunea Hmelnîțkîi, Ucraina.

## Demografie
Componența lingvistică a localității Novosilka
     Ucraineană (100%)
Conform recensământului din 2001, toată populația localității Novosilka era vorbitoare de ucraineană (100%).